# Clemente Pamplona
Clemente Pamplona Blasco (Bronchales, Teruel, 1917 - Puerto de Santa María, Cádiz, 2001) fue un periodista de prensa, radio y televisión, así como guionista y director de cine español. Destacado falangista, en su faceta periodística llegó a colaborar con varios medios pertenecientes a la Cadena de Prensa del Movimiento.

## Biografía
Nacido en la localidad turolense de Bronchales en 1917, era hijo de un veterinario y fue el menor de doce hermanos. 
Militante de Falange desde diciembre de 1933, fue uno de los fundadores del partido en la provincia de Teruel. tras el estallido de la Guerra civil se unió a las fuerzas sublevadas. Fundó el semanario Lucha, del cual sería su director. Tras el inicio de la batalla de Teruel, en diciembre de 1937, fue gravemente herido y llegó a ser dado por muerto en la confusión que reinó durante el asalto republicano. Al terminar la contienda, en agosto de 1939 se integró en la redacción del diario Levante de Valencia. Posteriormente sería nombrado director del diario turolense Lucha. Continuó dirigiendo el diario Lucha hasta 1945, cuando —tras mantener varias diferencias con el gobernador civil Aniceto Ruiz Castillejo— ingresó en Radio Nacional de España en Madrid. Posteriormente fue corresponsal de RTVE en Lisboa, director de la revista Tele-Radio e ingresó en la plantilla de RTVE, donde ejerció como director de informativo.
En 1950 ganó el concurso de guiones de Cifesa con Agustina de Aragón, que trasladaría a la pantalla Juan de Orduña. Debutó como director con la película Pasos de angustia (1959), protagonizada por Alfredo Mayo y Lina Rosales, que representó a España en el Festival Internacional de Cine de San Sebastián. El guion había sido premiado por el Sindicato Nacional de Espectáculos. Al año siguiente dirigió Farmacia de guardia (1958). Aunque probablemente su mayor éxito fue Don José, Pepe y Pepito (1961), basada en una novela de Juan Ignacio Luca de Tena, inerpretada por Manolo Morán, Pepe Isbert y la actriz mexicana Ana Esmeralda. 
Dirigió el diario barcelonés Solidaridad Nacional, entre 1967 y 1969.
Falleció en la población gaditana de El Puerto de Santa María, en 2001.
En la localidad de Bronchales, donde nació, hay una calle con su nombre.

## Familia
Se casó con Amparo Lleó y la saga artística ha continuado con su hija, la actriz Amparo Pamplona, y su nieta, la también actriz, Laura Pamplona.
Su hermano Manuel, también falangista, llegaría ejercer como gobernador civil de varias provincias.

## Filmografía

### Como guionista
1950 
- Agustina de Aragón, dirigida por Juan de Orduña.

1951
- Cerca del cielo, dirigida por Mariano Pombo y Domingo Viladomat.

1954 
- Dos caminos, dirigida por Arturo Ruiz Castillo.

1955
- Kubala, los ases buscan la paz, dirigida por Arturo Ruiz Castillo.

1956 
- Pasión en el mar, dirigida por Arturo Ruiz Castillo.

1958
- Farmacia de guardia, dirigida por Clemente Pamplona.

1959
- Pasos de angustia, dirigida por Clemente Pamplona.

1961 
- Kilómetro 12, dirigida por Clemente Pamplona.

1962 
- La chica del gato, dirigida por Clemente Pamplona.

### Como director
1957 
- Pasos de angustia

1958 
- Farmacia de guardia

1960 
- Don José, Pepe y Pepito

1961 
- Kilómetro 12
- Historia de un hombre

1962 
- La chica del gato